# اولان-مایورات
اولان-مایورات (به لهستانی:  Ulan-Majorat) یک روستا در لهستان است که در گمینا اولان-مایورات واقع شده‌است.